# Robert Jay Lifton
Robert Jay Lifton, né le 16 mai 1926, est un psychiatre américain. Il s'est notamment illustré dans l'étude des méfaits de la guerre sur la psyché humaine.
De 1951 à 1953, il effectue son service militaire dans l'armée de l'air américaine au Japon et en Corée. Plus tard, il enseigne à la Washington School of Psychiatry, à l'université Harvard et au John Jay College of Criminal Justice où il accompagne la création du centre d'études de la violence humaine.
Il est aussi un intellectuel engagé, qui cherche à faire reculer des pratiques (la torture en particulier) ou des armes (nucléaires notamment) qu'il juge psychologiquement, moralement et éthiquement indéfendables. Plus récemment il a aussi comparé la conscience ou le déni du risque climatique à ceux du risque de guerre nucléaire globale durant la guerre froide.

## Réforme de la pensée
En 1961, avec son ouvrage Thought Reform and the Psychology of Totalism (en) : A Study of "Brainwashing" in China il se penche sur la manipulation mentale et définit avec précision les modalités qui mènent au contrôle mental telles que les pratiquent les sectes ou la Chine maoïste :
- Contrôle de l'environnement du sujet (les relations du sujet avec le monde extérieur sont contrôlées)
- Manipulation mystique (le groupe a un but plus « élevé » que tout)
- La confession des péchés présents et passés (autocritique)
- L'auto-sanctification par la pureté et une perfection impossible à atteindre.
- Omniscience du groupe dont le « savoir » est parfait et sacro-saint.
- Manipulation lexicale (les mots ont un sens nouveau, la pensée manichéenne et bornée est encouragée)
- La doctrine est supérieure à l'individu
- Une existence sous la menace (ceux qui s'adonnent au groupe sont sauvés, les autres maudits)

C'est dans cet ouvrage que Lifton crée la notion de Thought-terminating cliché (cliché arrêtant la pensée). Il propose aussi la notion de totalisme, qui décrit des organisations dont le but est d'exercer un contrôle total sur toute l'humanité.

## Médecine nazie
Avec The Nazi Doctors: Medical Killing and the Psychology of Genocide (1986), il fait la première étude sérieuse sur la manière dont les médecins nazis ont été amenés à prendre une part centrale dans l'holocauste et sur la manière dont ils ont rationalisé leur crime.

## Contre la guerre, la violence et la torture
Opposant militant à l'usage de la bombe atomique (Death in Life: Survivors of Hiroshima - 1968), à la guerre du Viêt Nam (Home from the War: Vietnam Veterans—Neither Victims nor Executioners - 1973), à la guerre en Irak, à la peine de mort ou à l'instrumentalisation du terrorisme, il se penche sur les victimes des guerres autant que sur les bourreaux et les mécanismes qui conduisent quelqu'un à prendre le rôle de bourreau.
Il estime aussi que les psychologues qui ont aidé à torturer devraient être poursuivis, dont aux États-Unis où des membres de l'association  American Psychological Association, la plus grande association de psychologues du monde a aidé la CIA à améliorer l'efficacité de ses programmes de torture sous la présidence de George W. Bush. Il reproche à ce groupe professionnel d'avoir en quelque sorte légitimé les pratiques de torture auprès de ceux qui les pratiquaient et il pose des questions d'ordre éthique sur le rôle des psychologues ou psychiatres utilisés par l'armée pour soigner des soldats confrontés à certaines horreurs éthiquement inacceptables afin qu'ils puissent à nouveau y être confrontés en les supportant.

## À propos du changement climatique
Il compare certains effets de stress sociopsychologiques individuel et collectif du dérèglement climatique (en tant que menace globale et diffuse pour la planète, pour l'habitat de l'humanité et d'autres espèces) à ceux de la menace de guerre nucléaire durant la guerre froide.  Déni et difficulté à percevoir la menace globale, refus de dialogue, angoisse diffuse, besoin de réponse globale sont des points communs à ces deux situations. L'atmosphère (polluée par les essais nucléaires, puis par les émissions industrielles, automobiles et domestiques) est dans les deux cas. Il voit aussi des points communs en termes d'importance de l'éthique individuelle et collective, et de responsabilité et pragmatisme des décideurs et des industriels. Dans les deux cas (et dans un monde où pour tous et chacun, la menace nucléaire et climatique semblent d'abord être la normalité) selon lui, la conscience de ces phénomènes (« awareness ») est d'abord fragmentaire puis plus globale, permettant alors une transition vers une situation plus responsable et sûre.

## Prix et distinctions
Lauréat du Prix Gandhi pour la paix.

### Ouvrages personnels
- Thought Reform and the Psychology of Totalism (en): A Study of "Brainwashing" in China, Norton (New York City), 1961. (OCLC 203733)
- Death in Life: Survivors of Hiroshima, Random House (New York City), 1968.
- Revolutionary Immortality: Mao Tse-Tung and the Chinese Cultural Revolution, Random House, 1968.
- Birds, Words, and Birds (cartoons), Random House, 1969.
- History and Human Survival: Essays on the Young and the Old, Survivors and the Dead, Peace and War, and on Contemporary Psychohistory, Random House, 1970.
- Boundaries, Canadian Broadcasting Corporation (Toronto), 1969, published as Boundaries: Psychological Man in Revolution, Random House, 1970.
- Home from the War: Vietnam Veterans—Neither Victims nor Executioners, Simon & Schuster (New York City), 1973.
- (With Eric Olson) Living and Dying, Praeger, 1974.
- The Life of the Self: Toward a New Psychology, Simon & Schuster, 1976.
- Psychobirds, Countryman Press, 1978.
- (With Shuichi Kato and Michael Reich) Six Lives/Six Deaths: Portraits from Modern Japan (originally published in Japanese as Nihonjin no shiseikan, 1977), Yale University Press (New Haven, CT), 1979.
- The Broken Connection: On Death and the Continuity of Life, Simon & Schuster, 1979.
- (With Richard A. Falk) Indefensible Weapons: The Political and Psychological Case against Nuclearism, Basic Books (New York City), 1982.
- The Nazi Doctors: Medical Killing and the Psychology of Genocide, Basic Books, August 2000(first edition 1986).
- The Future of Immortality and Other Essays for a Nuclear Age, Basic Books, 1987.
- (With Eric Markusen) The Genocidal Mentality: Nazi Holocaust and Nuclear Threat, Basic Books, 1990.
- The Protean Self: Human Resilience in an Age of Fragmentation, Basic Books, 1993.
- (With Greg Mitchell) Hiroshima in America: Fifty Years of Denial, Putnam's (New York City), 1995.
- Destroying the World to Save It: Aum Shinrikyo, Apocalyptic Violence, and the New Global Terrorism, Owl Books, 2000.
- (With Greg Mitchell) Who Owns Death? Capital Punishment, the American Conscience, and the End of Executions, Morrow, 2000.
- Superpower Syndrome: America's Apocalyptic Confrontation With the World, Nation Books, 2003.

### Lifton comme éditeur
- (With Jacob D. Lindy)Beyond Invisible Walls: The Psychological Legacy of Soviet Trauma, East European Therapists and Their Patients, Edwards Brothers (Lillington, NC), 2001.
- The Woman in America, Houghton (Boston), 1965.
- America and the Asian Revolutions, Trans-Action Books, 1970, second edition, 1973.
- (With Richard A. Falk and Gabriel Kolko) Crimes of War: A Legal, Political-Documentary, and Psychological Inquiry into the Responsibilities of Leaders, Citizens, and Soldiers for Criminal Acts of War, Random House, 1971.
- (With Eric Olson) Explorations in Psychohistory: The Wellfleet Papers, Simon & Schuster, 1975.
- (With Eric Chivian, Susanna Chivian, and John E. Mack) Last Aid: The Medical Dimensions of Nuclear War, W. H. Freeman, 1982.
- (With Nicholas Humphrey) In a Dark Time: Images for Survival, Harvard University Press, 1984.